# Diefenbunker
Le Diefenbunker est un abri antiatomique construit secrètement entre 1959 et 1961 à Carp juste à l'extérieur d'Ottawa au Canada pour abriter les responsables gouvernementaux canadiens en cas d'attaque nucléaire. 
Le nom de ce lieu historique a été inspiré par celui du premier ministre John Diefenbaker, qui en a ordonné la construction. Le Diefenbunker était un immense ensemble de locaux pour bureaux, de dortoirs, d'installations de radiodiffusion et de chambres de décontamination.

## Histoire
La construction de cet abri est décidée le 21 août 1958[réf. nécessaire], pendant la Guerre froide. Construit sur une période de plus de deux ans, alors que la crainte d'une attaque nucléaire est à son paroxysme, le QG du gouvernement en cas d'urgence (ou « Diefenbunker ») devient opérationnel en 1961.
En cas d'attaque nucléaire, jusqu'à 535 personnes auraient pu y trouver refuge, dont le premier ministre, le gouverneur général, des ministres particuliers ainsi que des membres du personnel militaire et des civils. Ces personnes auraient pu rester bien cachées dans le bunker pendant au moins un mois, sans devoir se réapprovisionner. Si la ligne d'énergie électrique de l'extérieur avait été coupée, de puissants générateurs internes, munis de plusieurs grands réservoirs de carburant souterrains, auraient fourni l'énergie nécessaire à tous les appareils. Des filtres spéciaux auraient rendu l'air respirable. Des puits souterrains pouvaient procurer jusqu'à 1 800 litres d'eau par minute. La communication radiophonique pouvait se faire grâce à des antennes placées sur le sommet de la colline ou à des postes d'émission à plusieurs kilomètres de là.
C'est un abri souterrain constitué de quatre étages, d'une superficie de 30 480 m2. Sa construction a nécessité 29 248 m3 de ciment et 5 000 tonnes d'acier. Une couche de gravier de 1,52 m entoure entièrement le bunker pour amortir le choc d'une éventuelle explosion. L'entrée du bunker se trouve à angle droit à mi-chemin d'un tunnel ouvert. La construction est conçue ainsi de façon que toute explosion au-dessus du sol s'engouffre par le tunnel sans affecter la porte à double sas à l'avant de la bâtisse.
À l'intérieur du bunker, une station de Radio-Canada constitue un lien avec le public canadien. Un studio météorologique est équipé pour surveiller la direction des vents et prendre des lectures de radioactivité. D'autres pièces, telles que cuisines, salles de bains, garde-manger et entrepôts à déchets, un hôpital et une morgue sont destinés à la survie. Pour entrer dans le bunker, les gens auraient eu à passer par une chambre de décontamination munie d'un équipement « radiac », de douches et de conteneurs doublés de plomb pour y déposer les vêtements. 
Le bunker n'a jamais servi, bien que le gouvernement de Diefenbaker ait eu l'intention de l'utiliser pendant la crise des missiles de Cuba en 1962. Le Diefenbunker est resté fonctionnel pendant 33 ans, essentiellement en tant que centre des communications pour les Forces canadiennes. 
Les appareils, tels que les climatiseurs et les chaudières reposent sur des ressorts géants.

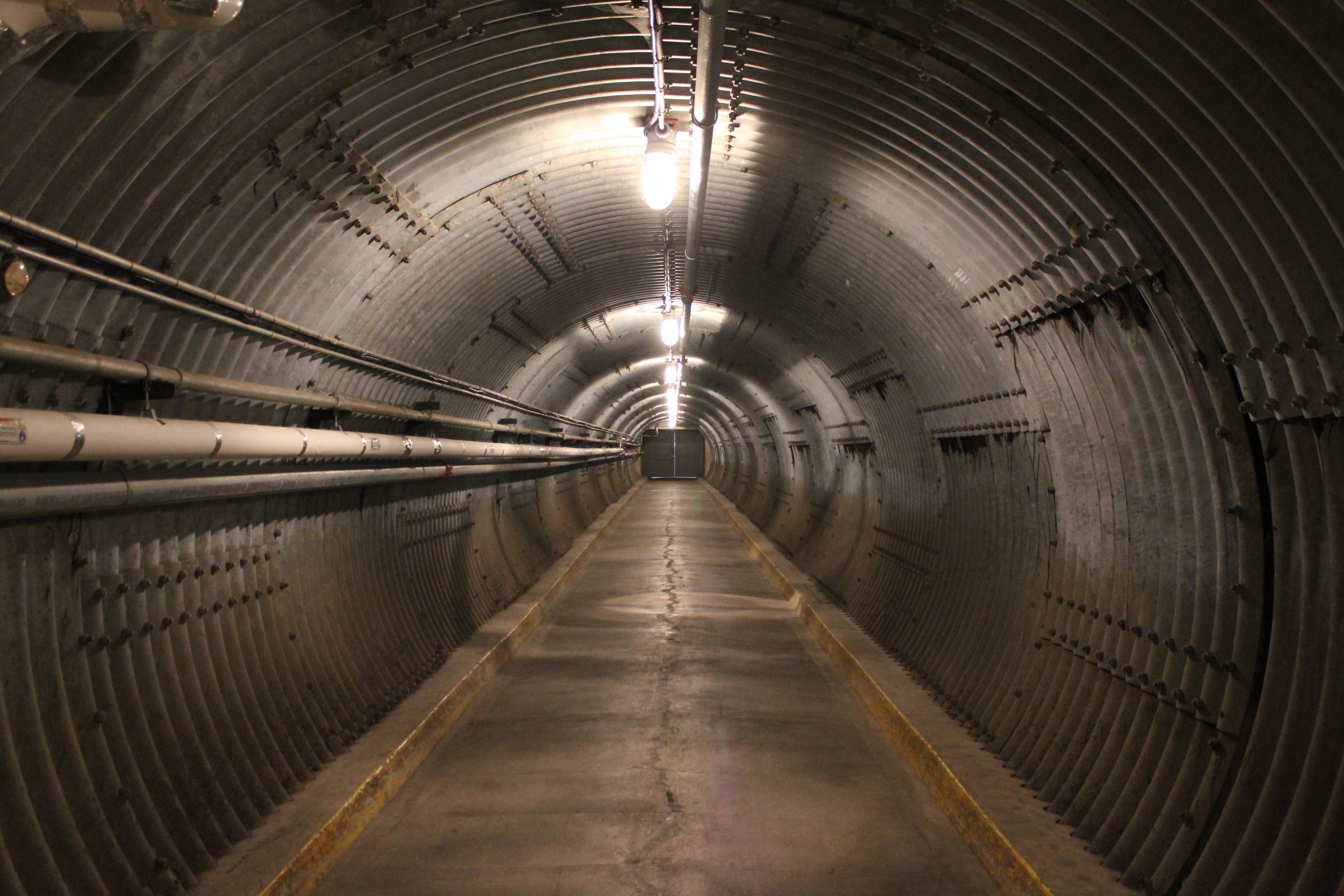
Tunnel d'entrée du bunker

## Caractéristiques
Le Diefenbunker a été conçu pour résister à des bombes nucléaires de cinq mégatonnes explosant à répétition à une distance de 1,8 km. Lorsque la construction du bunker a commencé en 1959, peu de bâtisses ont déjà été construites avec des spécifications aussi strictes. 
Avant que l'emplacement de Carp ne soit choisi, jusqu'à 15 endroits près d'Ottawa ont fait l'objet de recherches. Sur le lieu historique se trouve une grande colline faisant face à l'Ouest. Pendant deux ans, le flanc de la colline a été excavé pour permettre la construction de la structure de quatre étages. Du gravier a ensuite été compacté autour de la bâtisse. Les murs de ciment à haute résistance atteignent une épaisseur d'un mètre à certains endroits, et le toit et les dalles des planchers de l'étage inférieur ont une épaisseur de 1,5 m. L'acier dans les murs, les sols et les nombreuses colonnes de support font du Diefenbunker l'édifice le plus solide au Canada[réf. nécessaire]. D'épaisses portes blindées protègent l'entrée principale. Un garage souterrain construit à proximité possède les mêmes caractéristiques strictes que l'édifice principal.

## Postériorité
En 1994, le Diefenbunker a été déclaré Lieu historique national à titre du « lieu historique hérité de la Guerre froide le plus important du Canada ». Il est aujourd’hui possible de visiter le bunker qui a été converti en musée de la guerre froide. Des équipements d'époque éclairent les fonctions secrètes exercées sur ce lieu pendant des décennies. De nombreux éléments présentés sont uniques, tels que des photographies, des films de la protection civile, des plans, des cartes, des appareils, de l'équipement radiophonique, des meubles et des articles imprimés comme des livres et des pamphlets [réf. nécessaire].